# Hongxi
Hongxi (Pequim, Império Ming, 16 de agosto 1378 - Pequim, Império Ming, 29 de maio 1425) — nascido Zhu Gaochi (chinês: 朱高熾) — foi o quarto imperador da Dinastia Ming; Reinou de 1424 a 1425 sucedendo seu pai, o imperador Yongle, em 1424. Seu nome "Hongxi" significa "muito brilhante".
Ficou conhecido por tentar reverter algumas das políticas expansionistas de seu pai e promover uma administração centrada na paz e na recuperação interna do império.

## Início da vida
Zhu Gaochi, o futuro Imperador Hongxi, nasceu em 16 de agosto de 1378, o filho mais velho de Zhu Di, Príncipe de Yan—o quarto filho do Imperador Hongwu—e sua consorte principal, Lady Xu. Ele recebeu uma educação tradicional tanto em estudos  militares quanto confucianos. Devido à sua saúde precária e condição física, ele se concentrou principalmente em ler e discutir com seus tutores. Ele não estava interessado em questões militares, mas tinha habilidade em arco e flecha. Enquanto seu avô ficou impressionado com suas habilidades literárias e administrativas, seu pai tinha mais apreço por seus filhos mais novos devido ao seu interesse em atividades militares. Zhu Gaochi cercou-se de estudiosos como Yang Shiqi, Yang Rong, Yang Pu e Huang Huai.
Após a morte do seu avô, o Imperador Hongwu, em 1398, Zhu Di saiu vitorioso na campanha Jingnan, uma guerra civil, e assumiu o trono como Imperador Yongle em 1402. Enquanto Zhu Di e seus filhos mais novos estavam envolvidos na guerra civil, Zhu Gaochi administrou o território de seu pai. No final de 1399, durante o cerco de Pequim, Zhu Gaochi demonstrou suas excepcionais habilidades organizacionais e militares ao defender com sucesso a cidade com 10.000 soldados contra as forças mais fortes de Li Jinglong. O Imperador Yongle reconheceu os esforços de Zhu Gaochi na defesa de Pequim, mas continuou a favorecer seus filhos mais novos, que eram mais inclinados a questões militares.
Em maio de 1404, o Imperador Yongle nomeou Zhu Gaochi como príncipe herdeiro, atendendo aos pedidos de Xie Jin e Huang Huai, grandes secretários do reino. Durante a ausência do Imperador Yongle da capital, principalmente devido a campanhas na Mongólia, Zhu Gaochi governou o império com a ajuda de ministros autorizados e grandes secretários, que influenciaram suas políticas, fazendo com que elas se desviassem das de seu pai. Além disso, ele enfrentou hostilidade de seus irmãos mais novos Zhu Gaoxu e Zhu Gaosui. Em setembro de 1414, quando seu pai retornou da Mongólia, Zhu Gaoxu acusou Zhu Gaochi de negligenciar seus deveres. Como resultado, o imperador puniu seu conselheiro, Yang Pu, e os grandes secretários Huang Huai e Yang Shiqi, prendendo-os ou removendo-os de suas posições. Embora a ameaça de Zhu Gaoxu tenha diminuído após ser enviado a Shandong em 1417, o relacionamento entre Zhu Gaochi e seu pai permaneceu tenso. Zhu Gaochi não guardou rancor de Zhu Gaoxu e, após se tornar imperador, ele até aumentou a renda de seu irmão e deu títulos a seus filhos.

## Ascensão
O Imperador Yongle morreu em 12 de agosto de 1424, enquanto retornava de sua quinta campanha mongol. Zhu Gaochi tornou-se oficialmente imperador em 7 de setembro de 1424 e declarou uma anistia. Ele adotou o nome da era Hongxi, que significa "amplamente brilhante". Poucos dias antes, ele havia assegurado a segurança da capital e enviado o eunuco Wang Guitong (anteriormente conhecido como Wang Jinghong) para Nanquim como grande defensor. Ele também liberou da prisão os ministros presos, Xia Yuanji (que estava preso desde abril de 1422) e Wu Zhong. Em 8 de setembro, Xia Yuanji retomou seu papel como ministro das finanças, e Wu Zhong também voltou ao seu cargo ministerial ao mesmo tempo.
O Grande Secretariado foi reorganizado em 9 de setembro, com a nomeação de Huang Huai e Yang Pu como grandes secretários. Esses dois indivíduos estavam presos desde 1414. Além disso, Yang Shiqi foi promovido a grande secretário sênior, enquanto Yang Rong e Jin Youzi mantiveram suas posições como grandes secretários. Os grandes secretários receberam altos postos de vice-ministros, elevando seus status formais para igualar com suas verdadeiras influências. Posteriormente, eles receberam um ainda mais alto primeiro posto e o título supernumerário de ministro (da Guerra, Yang Shiqi; das Obras, Yang Rong; e da Receita, Huang Huai), o que lhes permitiu participar diretamente dos assuntos governamentais. O imperador trabalhou em estreita colaboração com os grandes secretários e ministros, incentivando-os a discutir abertamente os assuntos nas reuniões. As decisões eram tomadas através de discussões coletivas, resultando no cancelamento dos programas impopulares do Imperador Yongle.
Em 29 de outubro, o imperador elevou sua esposa, Lady Zhang, à condição de imperatriz, seguido pela nomeação, três dias depois, de seu filho mais velho, Zhu Zhanji, como príncipe herdeiro e de seus outros filhos como príncipes. Ele também aumentou a renda dos membros da família imperial, mas manteve sua exclusão da participação nos assuntos do Estado.

## Reformas
Até o final de 1424, oficiais que eram redundantes, incompetentes ou muito velhos foram demitidos, enquanto aqueles que foram bem-sucedidos foram promovidos. Censores foram enviados por todo o império para investigar abusos de poder e corrupção, e encontrar indivíduos capazes para preencher cargos vagos. Em 18 de outubro de 1424, os grandes secretários Yang Shiqi, Yang Rong e Jin Youzi, juntamente com o Ministro de Pessoal, Jian Yi, receberam a autoridade para relatar confidencialmente qualquer má conduta de outros oficiais ao imperador. No final do ano, Xia Yuanji também recebeu esse privilégio. Alguns oficiais corruptos mantiveram suas posições, por exemplo, Liu Quan, o censor chefe.
Em fevereiro de 1425, Zheng He foi nomeado o grande defensor de Nanquim; no entanto, os eunucos eram geralmente mantidos sob estreita observação. As reformas também afetaram os exames de serviço civil, uma vez que havia uma predominância significativa de candidatos das províncias do sul, que superavam as províncias do norte em termos de população e nível de educação. O imperador, portanto, decidiu que 40% dos candidatos bem-sucedidos nos exames metropolitanos seriam do Norte, a fim de aumentar a representação dos nortistas no serviço civil. Esta política foi mantida por seus sucessores e adotada pela dinastia Qing.

## Política
A moralidade confucionista foi enfatizada durante o reinado do imperador Hongxi. Ele fez esforços para corrigir os erros judiciais cometidos pelo governo anterior. Vários casos foram reavaliados e, no final de 1424, as famílias dos oficiais que haviam sido executados por sua lealdade ao imperador Jianwen foram reabilitadas e suas propriedades confiscadas foram devolvidas. O imperador também revogou algumas de suas próprias decisões, reconhecendo que haviam sido tomadas em um acesso de raiva, sem considerar as circunstâncias.
O objetivo de sua política econômica era diminuir a carga tributária sobre a população, que havia aumentado significativamente durante o império de seu pai devido às despesas da política externa. No dia de sua coroação, ele pôs fim às viagens marítimas de longa distância que haviam sido interrompidas por vários anos, ao comércio de chá por cavalos nas fronteiras ocidentais e norte e à exploração excessiva de madeira em Iunã e Jiaozhi. Sua administração incentivou os mendigos e os sem-teto a retornarem para suas casas e se estabelecerem. Muitas pessoas haviam deixado suas casas por causa dos pesados impostos estaduais e das exigências do governo Yongle. O imperador Hongxi prometeu uma isenção de obrigações tributárias e de trabalho de dois anos para aqueles que retornassem. Ele também despachou uma comissão investigativa especial, liderada por Zhou Gan, para Jiangnan (onde a deserção era prevalente). Com base em seus relatórios, o sucessor do imperador Hongxi, o imperador Xuande, perdoou os impostos pendentes e reduziu seu valor.
Ele isentou impostos para áreas que foram impactadas por desastres e supervisionou a distribuição de alimentos das reservas governamentais. Nesses casos, ele também aliviou o ônus de impostos e taxas sobre o povo, e eliminou impostos adicionais sobre recursos como madeira, ouro e prata. Ele repreendeu autoridades que não demonstraram esforço suficiente em auxiliar a população.
O Imperador Hongxi interrompeu as campanhas militares na Mongólia e concentrou-se em fortalecer os postos avançados do império no norte e manteve relações normais com outros países, como os da Ásia Central. A principal preocupação militar do governo Hongxi era a guerra em curso em Jiaozhi. O imperador chamou Huang Fu de volta de sua posição em Jiaozhi (onde ocupava o cargo de chefe da administração civil e comissário de vigilância desde 1407) e o substituiu por Chen Zhi, Conde de Yongchang, mas o exército não foi reforçado e a rebelião Viet continuou. Os historiadores veem a substituição de Huang Fu de forma negativa e consideram-no a principal razão da derrota da dinastia Ming, uma vez que ele era altamente experiente e respeitado na província.
Um mês antes de sua morte, o Imperador Hongxi tomou uma decisão ousada de trasladar a capital de volta para Nanquim. Essa mudança foi influenciada principalmente por Xia Yuanji e outros oficiais de alta patente, devido a preocupações financeiras. O próprio imperador preferia Nanquim à região norte. Em 16 de abril de 1425, ele declarou as autoridades de Pequim como 'temporárias' (行在, xingzai) e, duas semanas depois, enviou seu sucessor, Zhu Zhanji, para Nanquim. Sua morte interrompeu o projeto, uma vez que seu sucessor, que estava mais alinhado com as políticas do Imperador Yongle e não compartilhava a desaprovação do Imperador Hongxi em relação ao foco governamental no norte, cancelou o plano.

## Morte e legado
O Imperador Hongxi faleceu repentinamente em Pequim em 29 de maio de 1425, provavelmente devido a um ataque cardíaco. Isso não é surpreendente, considerando sua obesidade e dificuldade para caminhar. Ele recebeu o nome post-mortem de Imperador Zhao (昭帝; 'Imperador Luminoso') e o nome de templo Renzong (仁宗; 'Ancestral Benevolente'). Seu túmulo, o Mausoléu Xian, localizado nas proximidades de Pequim, foi construído em um estilo simples e austero, refletindo a maneira de seu reinado.
O imperador teve dez filhos e sete filhas, mas apenas nove filhos e quatro filhas chegaram à idade adulta. O filho mais velho, Zhu Zhanji, foi coroado príncipe herdeiro em novembro de 1424. Ele era filho da imperatriz Chengxiaozhao.  Após sua morte, foi sucedido por Zhu Zhanji, que se tornou o Imperador Xuande.
O principal objetivo do Imperador Hongxi era pôr fim às ações do governo Yongle que ele considerava incorretas e não confucionistas. Ele pretendia criar um governo confucionista que servisse como modelo, com um imperador moralmente íntegro à frente e ministros sábios e virtuosos. A relocação da capital para Nanquim também foi uma clara indicação de uma mudança em relação à abordagem expansionista agressiva do Imperador Yongle, que se concentrava fortemente na fronteira norte.
Mesmo após a morte do Imperador Hongxi, o império ainda era governado pelos grandes secretários e ministros que ele havia escolhido. Eles inicialmente serviram como conselheiros e ministros para seu filho, o Imperador Xuande, e, posteriormente, sob a liderança de sua viúva, a Imperatriz Zhang, mas gradualmente foram desaparecendo na primeira metade da década de 1440. Devido à sua morte prematura, o Imperador Hongxi não conseguiu atingir plenamente seus objetivos. Os oficiais educados no confucionismo não conseguiram conquistar totalmente o apoio de outros grupos dentro das elites Ming. Eles também não conseguiram eliminar as agências independentes dos eunucos e prevenir seu crescimento sob o Imperador Xuande e seus sucessores. Apesar disso, permaneceram como o grupo dominante no governo Ming e foram responsáveis por gerenciar os assuntos diários do estado até o fim da dinastia. Como resultado, o espírito do governo do Imperador Hongxi, que foi influenciado por ideais confucianos, continuou a persistir. Ele era visto como um imperador moderado, cercado por ministros educados e simpáticos ao povo, e serviu como um modelo para gerações futuras. No entanto, nenhum dos sucessores do Imperador Hongxi tentou mover a capital de volta para Nanquim, e a política foi oficialmente abandonada em 1441.
Historiadores chineses, que compartilhavam valores confucionistas com a burocracia, elogiaram o Imperador Hongxi como um governante exemplar que consolidou o império revertendo os programas onerosos e impopulares do governo anterior. Embora ocasionalmente tenha sido criticado por sua impulsividade ao punir oficiais que o desagradassem, ele conseguiu reconhecer seus erros e pedir desculpas por eles. Suas falhas foram equilibradas por sua humanidade e pela sincera busca do interesse público.

## Família

### Consortes e descendentes
- Imperatriz Chengxiaozhao, do clã Zhang (誠孝昭皇后 張氏; 1379 – 20 de novembro de 1442)[14][15]
  - Zhu Zhanji, o Imperador Xuande (宣德帝 朱瞻基; 16 de março de 1399 – 31 de janeiro 1435), primeiro filho[16]
  - Zhu Zhanyong, Príncipe Jing de Yue (越靖王 朱瞻墉; 9 de fevereiro de 1405 – 5 de agosto de 1439), terceiro filho[17]
  - Zhu Zhanshan, Príncipe Xian de Xiang (襄憲王 朱瞻墡; 4 de abril 1406 – 18 de fevereiro 1478), quinto filho[17]
  - Princesa Jiaxing (嘉興公主; 1409 – 9 de março 1439), primeira filha[18]
    - Casou-se com Jing Yuan (井源; m. 1449) em 1428[18]
- Nobre Consorte Gongsu, do clã Guo (恭肅貴妃 郭氏; 1392–1425)[14]
  - Zhu Zhankai, Príncipe Huai de Teng (滕懷王 朱瞻塏; 1409 – 26 de agosto de 1425), oitavo filho[17]
  - Zhu Zhanji, Príncipe Zhuang de Liang (梁莊王 朱瞻垍; 7 de julho de 1411 – 3 de fevereiro de 1441), nono filho[17]
  - Zhu Zhanshan, Príncipe Gong de Wei (衛恭王 朱瞻埏; 9 de janeiro de 1417 – 3 de janeiro de 1439), décimo filho[17]
- Consorte Gongjingxian, do clã Li (恭靜賢妃 李氏)[14]
  - Zhu Zhanjun, Príncipe Jing de Zheng (鄭靖王 朱瞻埈; 27 de março de 1404 – 8 de junho de 1466), segundo filho[17]
  - Zhu Zhanyin, Príncipe Xian de Qi (蘄獻王 朱瞻垠; 1406 – 7 de novembro de 1421), quarto filho[17]
  - Zhu Zhan'ao, Príncipe Jing de Huai (淮靖王 朱瞻墺; 28 de janeiro de 1409 – 30 de novembro de 1446), sétimo filho[17]
  - Princesa Zhending (真定公主; m. 1450), sétima filha[18]
    - Casou-se com Wang Yi (王誼) em 1429, e teve descendente (um filho)[18]
- Consorte Zhenjingshun, do clã Zhang (貞靜順妃 張氏; m. 1419)[14]
  - Zhu Zhangang, Príncipe Xian de Jing (荊憲王 朱瞻堈; 4 de novembro de 1406 – 11 de dezembro de 1453), sexto filho[17]
- Consorte Gongyihui, do clã Zhao (恭懿惠妃 趙氏)[14]
  - Princesa Qingdu (慶都公主; 9 de outubro de 1409 – 12 de junho de 1440), nascida Yuantong (圓通), segunda filha[18]
    - Casou-se com Jiao Jing (焦敬; m. 20 de janeiro de 1467) em 1428 [18]
- Consorte Zhenhuishu, do clã Wang (貞惠淑妃 王氏; m. 1425)[14]
- Consorte Hui'anli, do clã Wang (惠安麗妃 王氏; m. 1425)[14]
- Consorte Gongxishun, do clã Tan (恭僖順妃 譚氏; m. 1425)[14]
- Consorte Gongjingchong, do clã Huang (恭靖充妃 黃氏; 1396–1425)[14]
- Consorte Daoxili, do clã Li (悼僖麗妃 李氏)[14]
- Consorte Zhenjingjing, do clã Zhang (貞靜敬妃 張氏; m. 1440)[14]
- Desconhecida
  - Princesa Qinghe (清河公主; 1409–1433), terceira filha[18]
    - Casou-se com Li Ming (李銘; m. 1435) em 1429[18]

  - Princesa De'an (德安公主), quarta filha[18]
  - Princesa Yanping (延平公主), quinta filha[18]
  - Princesa Deqing (德慶公主), sexta filha[18]

### Citações
1. ↑  Frederick W. Mote; Denis Twitchett (26 February 1988). The Cambridge History of China: Volume 7, The Ming Dynasty, 1368-1644. Cambridge University Press. pp. 277–. ISBN 978-0-521-24332-2.
2. 1 2 3 4  Chan (1988), p. 277.
3. 1 2 3 4  Dreyer (1982), p. 221.
4. 1 2 3 4 5  Chan (1988), p. 278.
5. 1 2 3 4 5  Dreyer (1982), p. 222.
6. 1 2  Chan (1988), p. 279.
7. 1 2 3 4  Dreyer (1982), p. 223.
8. 1 2 3  Chan (1988), p. 280.
9. 1 2 3  Chan (1988), p. 281.
10. 1 2  Chan (1988), p. 282.
11. 1 2 3  Chan (1988), p. 283.
12. 1 2 3  Dreyer (1982), p. 225.
13. 1 2  Chan (1988), p. 284.
14. 1 2 3 4 5 6 7 8 9 10 11  Guoque (), Preface 1.
15. ↑  History of Ming (), Vol. 113.
16. ↑  History of Ming (), Vol. 9.
17. 1 2 3 4 5 6 7 8 9  History of Ming (), Vol. 119.
18. 1 2 3 4 5 6 7 8 9 10 11  History of Ming (), Vol. 121.